# Alessandro Lami
Pour les articles homonymes, voir Lami.
Alessandro Lami, né à Rosignano Marittimo le 27 janvier 1949, mort à Livourne le 8 mars 2015, est un universitaire italien, spécialiste en philologie grecque.